# Bitwa morska pod Salis

Bitwa morska pod Salis była pierwszym starciem na Bałtyku, podczas którego wykorzystano brandery. Obraz Willema van de Veldego (młodszego) przedstawia bitwę pod Solebay w roku 1672, gdzie również użyto branderów

Bitwa morska pod Salis – bitwa morska stoczona pomiędzy flotą Rzeczypospolitej i flotą szwedzką nocą 23/24 marca 1609 roku, podczas wojny polsko-szwedzkiej (1600–1611).

## Geneza bitwy
Po zdobyciu Parnawy 2 marca 1609 roku hetman wielki litewski Jan Karol Chodkiewicz ruszył w kierunku Rygi zagrożonej przez wojska szwedzkie generała Joachima Fryderyka von Mansfelda. Po drodze zauważył możliwość zniszczenia bazującej w porcie Salis (obecnie Salacgrīva na Łotwie, staropol. Szalc) eskadry szwedzkiej, która blokowała Rygę od strony morza. Całkowicie panujący na Bałtyku Szwedzi nie czuli się zagrożeni, dlatego ich straż w używanym w charakterze dodatkowej bazy porcie pełniła swe obowiązki niedbale i łatwo dała się zaskoczyć. Zresztą zaskoczenie było jedyną szansą hetmana, w otwartej bitwie słabe siły polsko-litewskie na morzu nie miałyby szans wobec przewagi przeciwnika.
Zdobyte w Parnawie dwa statki obsadzono piechotą i uzbrojono w działa sprowadzone z parnawskiego zamku. Do kierowania ruchem statków Chodkiewicz zaciągnął kilku marynarzy, głównie inflanckich. Tak zaimprowizowana eskadra wzmocniona została dodatkowo przez kilka naprędce uzbrojonych statków handlowych (prawdopodobnie pięć), zakupionych od Anglików i Holendrów, również obsadzonych piechotą oraz kilka łodzi i batów, niektóre wypełnione prochem, smołą i innymi łatwopalnymi materiałami.

## Bitwa
W nocy z 23 na 24 marca flota Chodkiewicza niespodziewanie zaatakowała flotę szwedzką. Prawdopodobnie hetmanowi udało się też przekupić niektórych członków załóg szwedzkich. Wynajęci Inflantczycy, wykorzystując korzystny wiatr wiejący w kierunku lądu, wprowadzili do portu kilka branderów (najprawdopodobniej cztery i było to pierwsze użycie branderów na Bałtyku w czasach nowożytnych), podpalili je i pchnęli w stronę stojących w szyku zakotwiczonych okrętów szwedzkich.
Wśród zaskoczonych okrętów szwedzkich powstał popłoch, załogi odcinały liny kotwiczne i próbowały ratować się ucieczką. Mimo to, dwa okręty szwedzkie spaliły się i wkrótce zatonęły. Wycofujące się z portu jednostki szwedzkie dostały się pod ogień oczekujących na redzie okrętów polsko-litewskich. Zaskoczona niespodziewanym atakiem Chodkiewicza eskadra szwedzka nawet nie spróbowała podjąć walki artyleryjskiej, czym prędzej uciekła na wody Zatoki Ryskiej. Jednostki Rzeczypospolitej, wolniejsze od okrętów szwedzkich, nie podjęły pościgu. Cały port miasta Salis wraz z zapasami broni, amunicji i żywności dostał się w ręce Litwinów.

## Konsekwencje
Zdobycie Parnawy i przepędzenie eskadry szwedzkiej z Salis wywarło bezpośredni wpływ na dalszy przebieg działań wojennych i przyczyniło się do powstrzymania naporu wojsk szwedzkich na Rygę.